# Laufplanke

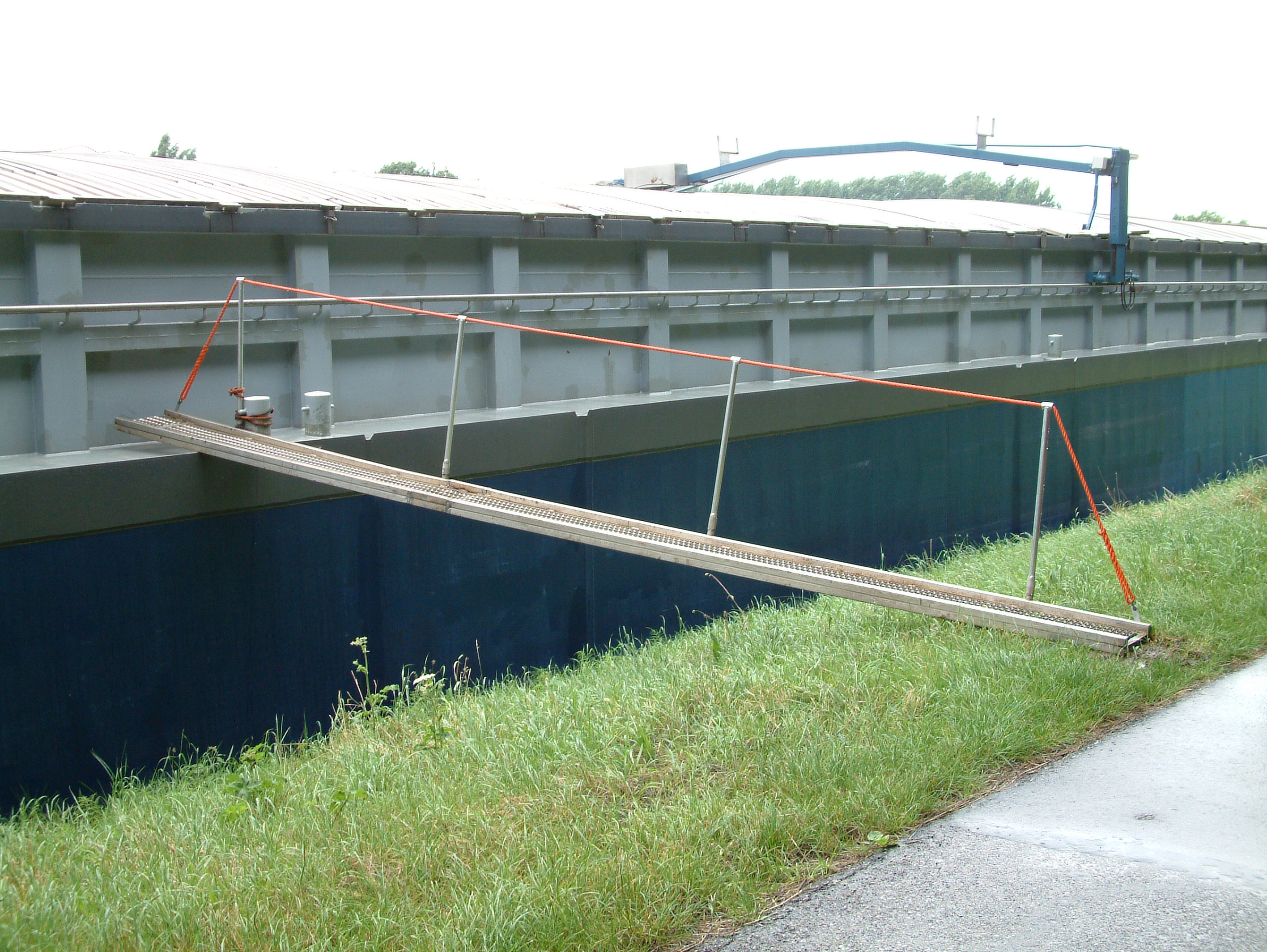
Aluminiumlaufplanke

Eine Laufplanke (in der Seefahrt auch als Stelling oder Pasarella, englisch “gangboard” bezeichnet) gehört zu den Ausrüstungsgegenständen eines Binnenschiffs. In der Seefahrt werden Fallreeps oder Gangways benutzt. Die Laufplanke dient dazu, sicher vom Schiff an Land zu gelangen. Die Bauart unterliegt in Deutschland gesetzlichen Vorschriften.

## Eigenschaften
Früher wurden Laufplanken aus Holz gefertigt, mittlerweile gibt es immer mehr aus Aluminium. Sie müssen so konstruiert sein, dass sie schwimmfähig sind. Bei hölzernen Laufplanken wurde die Lauffläche mit rutschfester Farbe gestrichen und Tritthölzer quer zur Laufrichtung, wie bei einer Hühnerleiter, angebracht. Auf wenigstens einer Seite muss ein Geländer von ungefähr einem Meter Höhe vorhanden sein. Die Geländerstützen sind abnehmbar und oben verläuft als Handlauf ein Seil, das vorne und hinten an der Planke befestigt ist. Eine ausgelegte Laufplanke muss auf dem Schiff gegen Abrutschen gesichert werden.
Bei Laufplanken aus Aluminium besteht die Lauffläche aus einem Antirutschprofil. Für die Schwimmfähigkeit sind die Seitenholme als geschlossene Hohlkörper ausgeführt. Am landseitigen Ende der Planke sind oft Räder angebracht, mit denen sie sich bei wechselnden Wasserständen an Land verschieben kann.
Laufplanken sind in verschiedenen Breiten (30–60 cm) und Längen (zwei bis acht Meter) im Handel verfügbar. Sonderkonstruktionen für den gehobenen Yachtbau werden auch aus kohlenstofffaserverstärktem Kunststoff gefertigt.